# Stanisław Wiorek

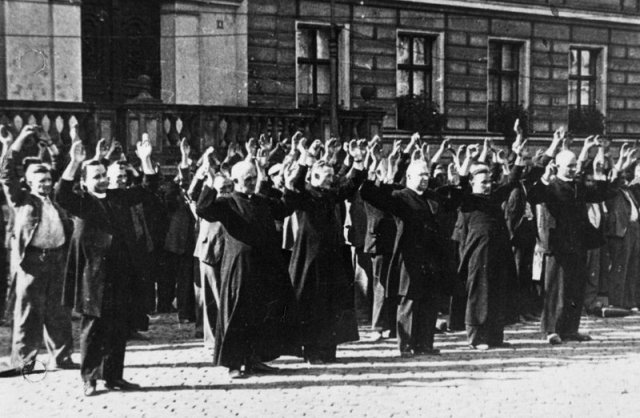
Publiczna egzekucja polskich księży i cywilów w Bydgoszczy 9 września 1939 roku po tzw. Krwawej niedzieli

Stanisław Wiorek CM (ur. 12 grudnia 1912 w Bottrop, zm. 9 września 1939 w Bydgoszczy) – polski duchowny katolicki, prezbiter, Sługa Boży Kościoła katolickiego.
W 1930 wstąpił do Zgromadzenie Księży Misjonarzy Świętego Wincentego à Paulo w Krakowie i tam ukończył studia teologiczne. Dalszą naukę kontynuował w Rzymie (na Angelicum), gdzie w 1938 roku przyjął sakrament święceń kapłańskich. W Bydgoszczy miał podjąć pracę misyjną.
Po wybuchu II wojny światowej został aresztowany 9 września 1939 i rozstrzelany w publicznej egzekucji na bydgoskim Starym Rynku.
Jest jednym z 122 Sług Bożych wobec których 17 września 2003 roku rozpoczął się, proces beatyfikacyjny drugiej grupy męczenników z okresu II wojny światowej. Został uwieczniony w gronie męczenników na nowych witrażach kościoła Zakopane-Olcza.